# Dolicheremaeus ornatus
Dolicheremaeus ornatus är en kvalsterart som beskrevs av Balogh och Sandór Mahunka 1967. Dolicheremaeus ornatus ingår i släktet Dolicheremaeus och familjen Tetracondylidae. Inga underarter finns listade i Catalogue of Life.